# Egodystonie
Egodystonie (ego-dystonie) je nesoulad určitého cítění, prožívání, představ, myšlenek, vlastností nebo chování s vlastním sebepojetím, jejich nepřijetí jako nedílné části své osobnosti, jejich konflikt s pojetím ideálního já. Termín se používá zejména v psychologii abnormálních jevů, které mohou a nemusejí být chápány jako poruchy osobnosti, duševní poruchy nebo poruchy chování.
Egodystonní fenomény bývají osobou, jíž se týkají, popisovány například jako chorobné nebo podivné, nesrozumitelné či nepochopitelné nebo se od nich dotyčný distancuje například stylem „ve skutečnosti takový nejsem“ nebo „vůbec nevím, co se mi to přihodilo“, „vůbec si nerozumím“, „chci se toho zbavit“ nebo podobně. Opakem egodystonie je egosyntonie.
Egodystonní nebo egosyntonní mohou být jak jevy a stavy, které jsou považovány za psychopatologické, tak takové, které za psychopatologické obecně považovány nejsou nebo jsou na pomezí. V některých případech se egodystonie sama o sobě považuje za chorobný jev, v jiných případech je naopak vyžadována (například má-li se pacient distancovat od psychotických bludných představ, iracionálních nebo společensky nepřijatelných nutkání nebo tužeb atd.).
Egodystonie může být spojena s duševními poruchami jako jsou neurózy, panické ataky, obsedantně kompulzivní porucha nebo deprese, může být vztažena k sexuální orientaci nebo k sexuální identitě nebo sexualitě jako takové nebo k prožívání vlastního těla atd., k různým nadáním a handicapům, psychickému nebo tělesnému typu nebo bezděčným reakcím (například hyperaktivitě), lze o ní uvažovat v případě sugesce nebo hypnózy, užívání omamných a psychotropních látek, nemorálního nebo deliktního chování atd.
Od 80. let 20. století, kdy byl termín egodystonní použit v klasifikacích duševních poruch v souvislosti s homosexualitou a potažmo sexuální orientací, se stala tato komplementární dvojice pojmů obecně známou, a to především v tomto použití. V letech 1980–1987 byla v americkém klasifikačním manuálu DSM-III uvedena jako samostatná diagnóza egodystonní homosexualita, podobnou položku dosud obsahuje čínská klasifikace. Ženevská mezinárodní klasifikace MKN-10 obsahuje položku egodystonní sexuální orientace.